# Pjotr Tavrin-Šilo
Pjotr Ivanovič Tavrin-Šilo „Politov“ (rusky Пëтр Иванович Таврин-Шило; 5. dubna 1909, Bobrik, Ruské impérium – 28. března 1952, Moskva, SSSR) byl německý špion, který měl roku 1944 zabít sovětského diktátora Stalina.

## Život

### Mládí
Pjotr Tavrin-Šilo se narodil jen jako Pjotr Šilo v rodině carského generála, který po ruské občanské válce musel rodinu opustit. Mladý Pjotr zpočátku pracoval u kulaků, posléze jako nádeník. Nakonec odjel do Saratova, kde pracoval jako účetní.

### Vězení
Roku 1932 zpronevěřil Šilo částku 1300 rublů, za což byl uvězněn, podařilo se mu však uniknout. Byl ale chycen a podařilo se mu utéct ještě dvakrát. Po třetím útěku roku 1939 si změnil jméno na Pjotr Tavrin-Šilo, od té doby odůvodňoval své druhé příjmení jako shodu jmen.

### Přeběhlík
Roku 1941 po přepadu nacistickým Německem byl Tavrin-Šilo povolán do Rudé armády. Dokázal se vypracovat na nadporučíka. Začal se však bát možnosti odhalení a proto roku 1942 přeběhl k Němcům. Když se dostal do zajateckého tábora, setkal se se zajatým generálem Georgijem Žilenkovem, který Tavrin-Šila využíval pro tajné operace.
Roku 1944 se rozhodl ministr zahraničí Joachim von Ribbentrop zabít Stalina. Své rozhodnutí později odůvodnil tím, že Stalinova smrt způsobí zmatek ve vedení Rudé armády, která se tak na čas zastaví. Von Ribbentrop konzultoval operaci s velitelem německé tajné služby Waltrem Schellebergem, který pro operaci vybral Tavrin-Šila.

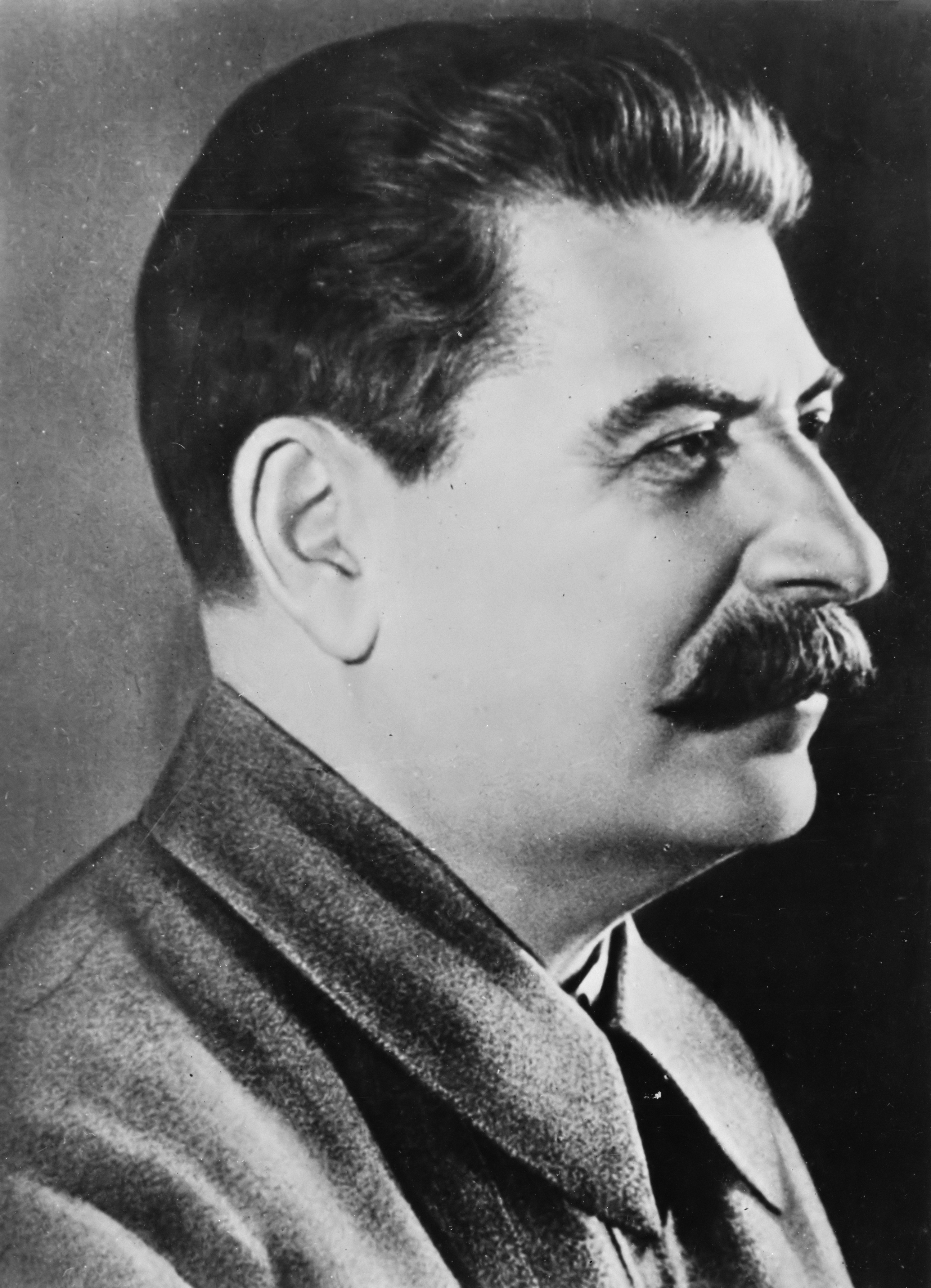
Josif Stalin, který měl zemřít Tavrin-Šilovou rukou

### Atentát na Stalina
Tavrin-Šilo byl na území SSSR vysazen začátkem září roku 1944. Několik dní pobyl ve vesnici Karmanovo, odkud 5. září odjel motocyklem směrem do Moskvy. Tentýž den v noci ho zastavil milicionář, který se Tavrin-Šila zeptal, odkud jede. Ten mu odpověděl, že ze Rževu. Tím vzbudil milicionářovo podezření. Celou noc pršelo a Ržev byl vzdálen asi 200 km od vesnice. Kdyby Tavrin-Šilo mluvil pravdu, měl by mít na motocyklu mokrý kabát, který však měl ve skutečnosti suchý.
Při prohlídce byly v Tavrin-Šilově motocyklu objeveny kromě osobních věcí také pistole, granátomet a magnetické miny. Tavrin-Šilo byl odvezen na úřad NKVD, kde nakonec vyšlo najevo, že je pět let pohřešovaným saratovským účetním. Tavrin-Šilo se přiznal, že měl v úmyslu zabít Stalina, kdy měl granátometem zaútočit na jeho automobil při výjezdu z Kremlu.

### Smrt
Aby Tavrin-Šilo oklamal německou tajnou službu, vysílal pod dohledem NKVD do Berlína falešné špionážní zprávy. Schellenberg, který nevěděl o jeho zajetí, nepřestával doufat v úspěch operace. Po válce byl Tavrin-Šilo krátce zaměstnán jako agent NKVD. Roku 1952 však byl případ znovu otevřen. Tavrin-Šilo byl odsouzen k trestu smrti a 28. března 1952 (i se svojí manželkou) popraven.